# Edouard Ducpétiaux

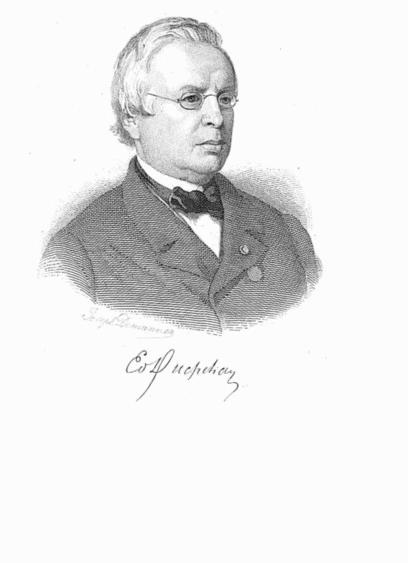
Portret van Edouard Ducpétiaux

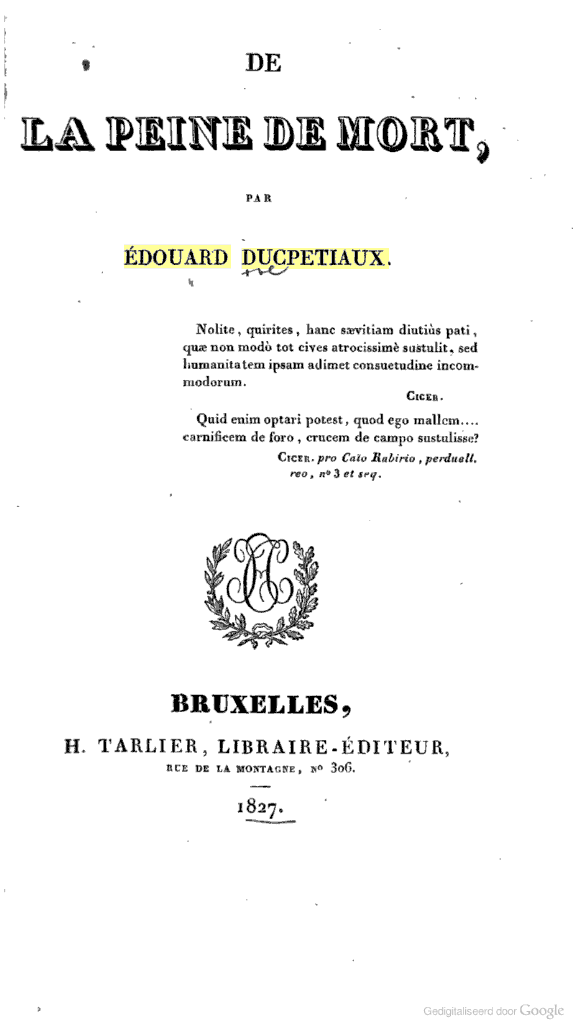
Titelpagina van De la peine de mort uit 1827

Edouard Antoine Ducpétiaux (Brussel, 29 juni 1804 - aldaar, 21 juli 1868) was een Belgisch journalist en hervormer van het Belgische gevangenissysteem.
Ducpétiaux behaalde een diploma in de rechten, maar hij hield zich meer bezig met het schrijven van sociaal bewogen pamfletten voor de Courrier des Pays-Bas in Brussel. In 1827 publiceerde hij een dik boek tegen de doodstraf. Zijn campagne voor twee uitgewezen Franse journalisten bracht hem in conflict met de autoriteiten en hij belandde een jaar in de gevangenis. Daar maakte hij van binnenuit kennis met de harde omstandigheden. 
Hij kwam in 1830 op tijd vrij om deel te nemen aan de Belgische Revolutie. Op 26 augustus 1830 hielp hij de Belgische driekleur ontwerpen samen met Lucien Jottrand. De vlag had nog horizontale banden. Hij liet het eerste exemplaar maken in de naaiwinkel van Marie Abts-Ermens en plantte het op het Stadhuis van Brussel. In september werd Ducpétiaux de eerste voorzitter van de Réunion centrale, een republikeinse club die de macht in het revolutionaire Brussel overnam. Hij ging naar prins Frederik in Vilvoorde om te onderhandelen, maar werd gevangen gezet in Antwerpen. Na zijn vrijlating op 11 oktober nam hij ontslag uit de Réunion centrale. 
In het jonge België kreeg Ducpétiaux de post van Algemeen Inspecteur van de Gevangenissen. Hij kon zijn radicale ideeën nu eindelijk verwezenlijken. Hij verbeterde de omstandigheden voor de vrouwelijke gevangenen, introduceerde speciale programma's voor jeugdige delinquenten en verplaatste de oudere gevangenen uit de overbevolkte barakken naar individuele cellen. De eerste gevangenis die volgens dit principe werd gebouwd, was de gevangenis van Tongeren. Deze werd op 1 januari 1844 officieel in gebruik genomen. Ze bevond zich niet op de huidige locatie, maar als extra vleugel van de toenmalige kazerne. Dit was meteen de eerste celgevangenis van België. Toen 'zijn' nieuwe Leuvense gevangenis in 1860 geopend was, werd die door de internationale humanitaire gemeenschap geprezen als triomf van menselijke vernieuwing.
Als fulltime filantroop bereikte Ducpétiaux gelijkaardige resultaten voor zieken, wezen en mentaal gehandicapten. Hij ijverde voor de werkende klasse, riep op tot de oprichting van vakbonden naar Brits voorbeeld en hij ijverde voor de 'ongehoorde' post van een 'minister van arbeidszaken'. Op 57-jarige leeftijd maakte hij een pelgrimstocht naar Rome (zijn vrouw was naar Moskou vertrokken om te gaan dansen in een circus). Bij zijn terugkeer in Brussel begon hij La Revue Générale in 1856. De Revue bestaat nog steeds. In Brussel is de Avenue Ducpétiaux naar hem genoemd, niet toevallig de straat waar sinds 1884 de Gevangenis van Sint-Gillis ligt. 

## Werken
- De la peine de mort, 1827
- De l'état des aliénés en Belgique, et des moyens d'améliorer leur sort; extrait d'un rapport adressé au ministre de l'intérieur, suivi d'un projet de loi relatif au traitement et à la séquestration des aliénés, Laurent frères, Bruxelles, 1832
- Statistique des tribunaux et des prisons de la Belgique. Comparaison entre la criminalité et la moralité des provinces flamandes et des provinces wallonnes, Gand, 1834
- Des modifications à introduire dans la législation relative aux enfans trouvés en Belgique, Bruxelles, 1834
- De l'état des prisons en France et de la réforme pénitentiaire, in: Revue étrangère et française de législation, deel 4, 1837
- Des progrès et de l'état actuel de la réforme pénitentiaire et des institutions préventives, aux États-Unis, en France, en Suisse, en Angleterre et en Belgique, 1837 - 1838
- De la condition physique et morale des jeunes ouvriers et des moyens de l'améliorer, 1843, 2 delen Tome I & Tome II
- Projet d'association pour le progrès des sciences et la réalisation des réformes morales et sociales, Bruxelles, 1843
- Le paupérisme en Belgique : causes et remèdes, 1844
- Mémoire sur l'organisation des écoles de réforme, 1848
- Mémoire sur le paupérisme dans les Flandres, Bruxelles, Hayez, 1850
- Colonies agricoles, écoles rurales et écoles de réforme pour les indigents, les mendiants et les vagabonds et spécialement pour les enfants des deux sexes, en Suisse, en Allemagne, en France, en Angleterre, dans les Pays-Bas et en Belgique, 1851
- Des conditions du système d'emprisonnement séparé ou cellulaire, 1858
- Du patronage des condamnés libérés, 1859
- De l'association dans ses rapports avec l'amélioration du sort de la classe ouvrière, 1860
- Exposé de la situation des écoles de réforme de Ruysselede, de Wynghene et de Beernem 1849 - 1858, Brussel, M. Hayez, 1861, 132 blz.
- La colonisation pénale et l'emprisonnement cellulaire, 1861
- Architecture des prisons cellulaires - Étude d'un programme pour la construction des prisons cellulaires, 1863
- Réforme du système d'instruction populaire, Brussel, 1864, 22 blz.